# Avenue Claudius-Regaud
Pour les articles homonymes, voir Regaud.
L'avenue Claudius-Regaud est une avenue située dans le quartier de la Gare du 13e arrondissement de Paris.

## Situation et accès
Elle relie le boulevard Masséna, l'un des boulevards des Maréchaux, à la  place du Docteur-Yersin.

## Origine du nom
Elle rend hommage au cancérologue Claudius Regaud (1870-1940).

## Historique
L'avenue est créée en 1942 et prend le nom d'avenue Claude-Regaud le 13 mars 1956.
Le 11 avril 2025, la Ville de Paris, sollicitée par la famille Regaud, fait rectifier l'erreur de prénom et rétablit la dénomination, à travers une délibération adoptée en Conseil de Paris,.